# Студени играчки са звездите
„Студени играчки са звездите“ е дилогия от руския фантаст Сергей Лукяненко в жанра космическа научна фантастика, която се състои от книгите „Студени играчки са звездите“ (на руски: „Звёзды – холодные игрушки“, 1997) и „Звездна сянка“ („Звёздная тень“, 1998).

## Сюжет
Внимание:  Текстът по-долу разкрива сюжета на произведението (или части от него)!
През 21 век на земята е открит джампа, способ за мигновено придвижване на космическите кораби в хиперпространството. Той позволява в рамките на един скок да бъдат изминати 20 светлинни години. Това разстояние е константно и не може да се промени. Благодарение на това откритие започват полети в дълбокия космос.
Още с първите полети човечеството се сблъсква с извънземни раси. Оказва се, че вселената е населена с множество раси обединени в организация наречена Конклав. В нея различните раси допринасят в зависимост от специализацията си. Някои раси изпълняват военни задачи, други са в ролята на живи компютри, преводачи и други. Човешката раса се оказва единствената, която може да понесе джампа, или поне определен брой преходи. При всички останали скокът води до увреждания в психиката или смърт.
На български книгата е преведена от Васил Велчев и издадена през 2008 година от издателство „ИнфоДар“, ISBN 978-954-761-333-1.